# Comuna Selnica, Međimurje
Selnica este o comună în cantonul Međimurje, Croația, având o populație de 2.991 de locuitori (2011).

## Demografie
Componența etnică a comunei Selnica
     Croați (98,9%)
     Necunoscut (0%)
     Neclasificat (0,97%)
Componența confesională a comunei Selnica
     Catolici (97,63%)
     Fără religie și atei (1,24%)
     Necunoscută (0,87%)
     Alte religii (0,27%)
Conform recensământului din 2011, comuna Selnica avea 2.991 de locuitori. Din punct de vedere etnic, majoritatea locuitorilor (98,9%) erau croați. Din punct de vedere confesional, majoritatea locuitorilor (97,63%) erau catolici, cu o minoritate de persoane fără religie și atei (1,24%). Pentru 0,87% din locuitori nu este cunoscută apartenența confesională.